# آاگ گ.۵

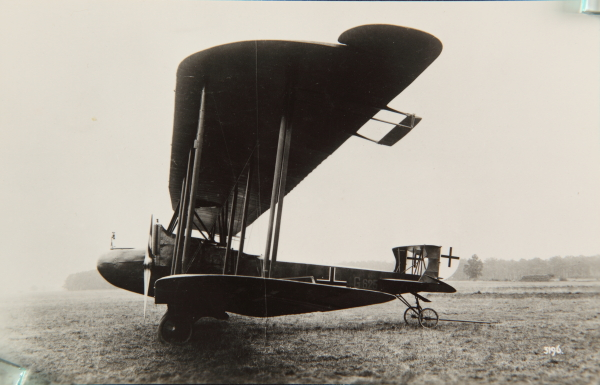
هواگرد «آاگ گ.۵»، محصول امپراتوری آلمان

آاگ گ.۵ (به انگلیسی: AEG G.V) یک هواگرد ساخت کارخانهٔ آاگ در کشور امپراتوری آلمان است که در سال ۱۹۱۸ ساخته شد. نخستین استفاده‌کنندهٔ این هواپیما لوفت‌اشترایت‌کرفته بوده‌است.